# Echsheim
Echsheim ist ein Ortsteil des Marktes Pöttmes im Landkreis Aichach-Friedberg, der zum Regierungsbezirk Schwaben in Bayern gehört. Im örtlichen westmittelbairischen Dialekt heißt der Ort Eaxa.

## Geographie
Das Pfarrdorf Echsheim liegt circa sechs Kilometer westlich von Pöttmes auf der Hochfläche des Unteren Lechrains der Aindlinger Terrassentreppe. Naturräumlich gehört es also zur Donau-Iller-Lech-Platte, die wiederum Teil des Alpenvorlandes ist, eine der Naturräumlichen Haupteinheiten Deutschlands. Gemeinsam mit Reicherstein, Wiesenbach und Kühnhausen bildet Echsheim das so genannte Pöttmeser Oberland.
Der Ort liegt an der Kreisstraße AIC 28, die in Wiesenbach von der Staatsstraße 2047 (von Meitingen nach Pöttmes) abzweigt und in Reicherstein in die Kreisstraße AIC 27 von Rain (Lech) nach Pöttmes mündet.

## Geschichte
Es handelt sich bei Echsheim um einen -heim-Ort, das heißt, die Siedlung wurde von Baiern ungefähr zwischen 600 und 650 nach Christus gegründet. Im 13. Jahrhundert (1265) hieß der Ort noch Öxheim bzw. Oexheim, was auf eine Ochsenhaltung hinweist. Später hieß der Ort Ochßham, Exhaimb und jetzt Echsheim.

Erstmals wird Echsheim im 11. Jahrhundert erwähnt, als der Gempfinger Edelfreie Liutger oder Leodegar aus dem Grafengeschlecht von Lechsgemünd-Graisbach seine Echsheimer Höfe dem kurz zuvor von ihm erbauten Kloster Gempfing übergibt. Beide werden dann dem Kloster St. Walburg in Eichstätt einverleibt. 1265 werden die Grafen von Graisbach von den Bischöfen von Eichstätt wiederum mit den Echsheimer Höfen belehnt. Nach 1600 erscheinen als Echsheimer Grundherren die bayerischen Kurfürsten in Gestalt des Kastenamts Rain und die Freiherren von Gumppenberg aus Pöttmes. 

Die katholische Pfarrei Mariä Heimsuchung mit ihrer Filialkirche Heilig Kreuz im Nachbardorf Reicherstein gehörte ursprünglich zur Pfarrei Holzheim, ist aber seit 1416 selbstständig und war der Deutschordens-Kommende Blumenthal einverleibt. Der Turm und der Chor der Pfarrkirche stammen von 1420, das Schiff wurde 1862 erbaut.

Bis zum 1. Juli 1972 gehörte Echsheim als selbstständige Gemeinde zum Landkreis Neuburg an der Donau und fiel dann mit der Gebietsreform in Bayern an den Landkreis Aichach-Friedberg, der bis zum 1. Mai 1973 den Namen Landkreis Augsburg-Ost trug. Am 1. Januar 1978 erfolgte die Eingemeindung in den Markt Pöttmes.

## Baudenkmäler

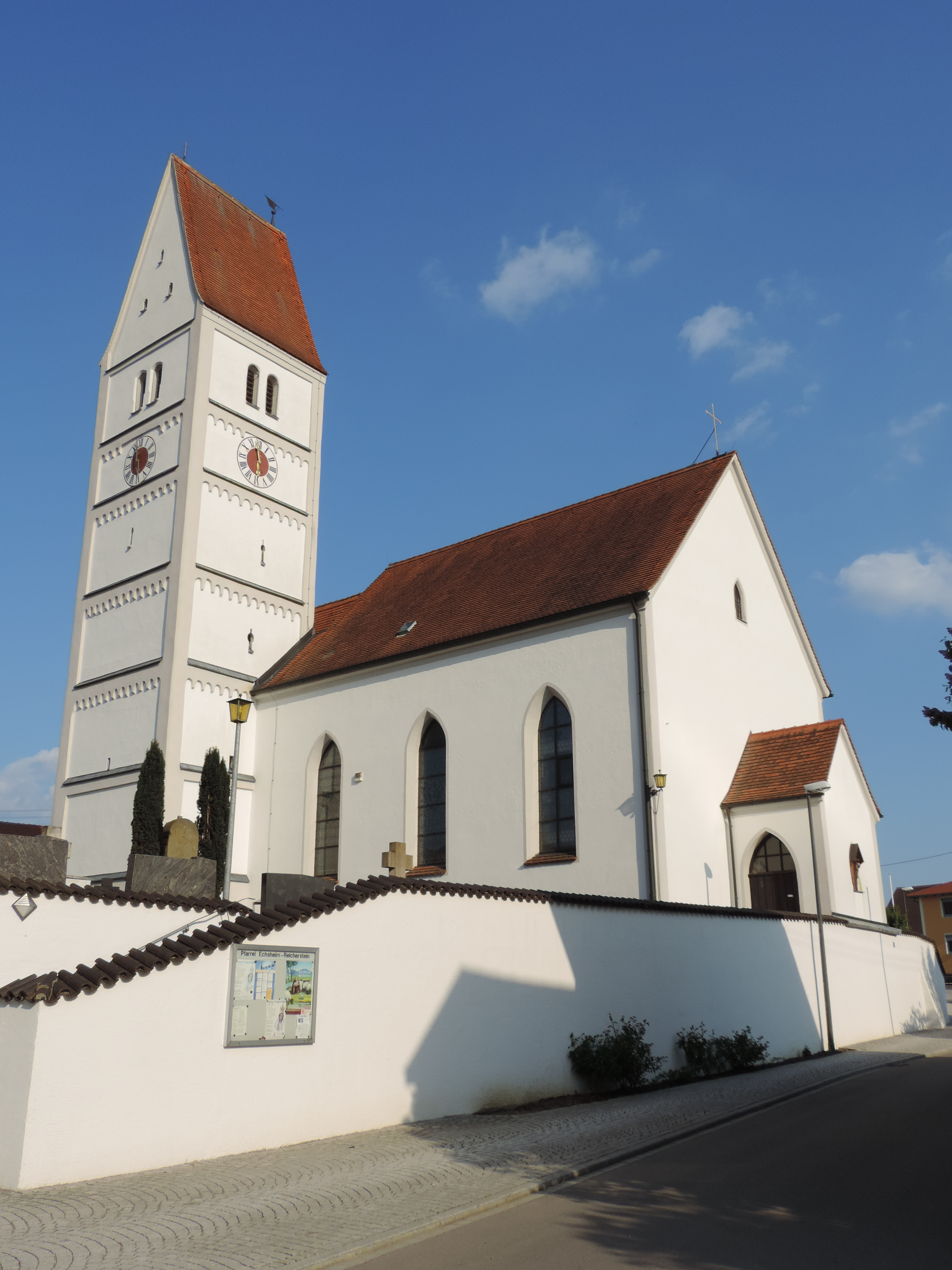
Kirche Mariä Heimsuchung

Siehe auch: Liste der Baudenkmäler in Echsheim
- Katholische Pfarrkirche Mariä Heimsuchung
- Bauernhaus an der Reichersteiner Straße 7

## Persönlichkeiten
- Josef Stadler (1880–1946), Landrat